# Dixella golanensis
Dixella golanensis är en tvåvingeart som beskrevs av Wagner, Freidberg och Ortal 1992. Dixella golanensis ingår i släktet Dixella och familjen u-myggor.
Artens utbredningsområde är Israel. Inga underarter finns listade i Catalogue of Life.